# Maccabi Ra'anana
Il Maccabi Ra'anana è una società cestistica avente sede a Ra'anana, in Israele. Fondata nel 1980, nel 2002 si è fusa con il Bnei Herzliya dando origine al Bnei HaSharon; tuttavia nel 2011 l'unione si è conclusa e la società è stata rifondata.